# Друзья с колледжа
«Друзья́ с ко́лледжа» (англ. Friends from College) — американский комедийный сериал, созданный Николласом Столлером и Франческой Делбанцо для сервиса Netflix. Первый сезон, состоящий из восьми получасовых эпизодов, стал доступен для просмотра на Netflix 14 июля 2017 года.
21 августа 2017 года сериал был продлён на второй сезон из восьми эпизодов.
19 февраля 2019 года Netflix закрыл сериал после двух сезонов.

## Сюжет
Сериал в трагикомичной манере повествует о злоключениях шести друзей, выпускников Гарварда, в Нью-Йорке.

## В ролях

### Основной состав
- Киган-Майкл Кей — Итан Тёрнер[6]
- Коби Смолдерс — Лиза Тёрнер[6]
- Энни Пэррис — Саманта «Сэм» Дельмонико[6]
- Нат Факсон — Ник[6]
- Фред Сэвидж — Макс Адлер[6]
- Джа В. Су — Марианна[6]

### Второстепенный состав
- Билли Айкнер — доктор Феликс Форценхейм[7]
- Грег Джерманн — Джон Дельмонико[8]

### Приглашённые актёры
- Айк Баринхолц — Деграссо[9][10]
- Билли Магнуссен — Шон[11]
- Кейт Маккиннон — Шона[9]
- Сет Роген — Пол Добкин[9]
- Крис Эллиотт — Менталист[9]

## Эпизоды
| Сезон | Серии | Серии | Даты показа    | Даты показа    |
| ----- | ----- | ----- | -------------- | -------------- |
| 1     | 8     | 8     | 14 июля 2017   | 14 июля 2017   |
| 2     | 8     | 8     | 11 января 2019 | 11 января 2019 |